# Nationale Universiteit van Ierland
De Nationale Universiteit van Ierland (Engels: National University of Ireland, Iers: Ollscoil na hÉireann) is een federatie van universiteiten in Ierland. De federatie bestaat uit vier onafhankelijke universiteiten. Alleen de graden en diploma's zijn van de Nationale Universiteit, die haar zetel heeft in Dublin.

## Geassocieerde instellingen
De vier constituerende universiteiten zijn:
- Nationale Universiteit van Ierland, Cork (Cork)
- Nationale Universiteit van Ierland, Dublin (Dublin)
- Nationale Universiteit van Ierland, Galway (Galway)
- Nationale Universiteit van Ierland, Maynooth (Maynooth)

Naast deze universiteiten is er een vijftal Ierse instellingen die door de Nationale Universiteit worden erkend.